# Provinz
Provinz (lateinisch provincia) ist eine auf die Verwaltungsterminologie des antiken Rom zurückgehende Bezeichnung, die heute verschiedene administrativ-territoriale Einheiten sowohl im staatlichen als auch im kirchlichen Bereich bezeichnet.

## Provinciaim antiken Römischen Reich
Das Wort provincia (aus pro- ‚für‘, und dem Stamm von vincere ‚siegen‘) bezeichnete im Lateinischen der Antike primär den Geschäftsbereich eines Magistrats, entspricht also den heutigen Wörtern Kompetenz-, Zuständigkeitsbereich,
Portefeuille. In diesem Sinn ist die Rechtsprechung in Rom genauso eine Provinz wie der Bau einer Flotte oder die Trassierung einer Straße.
Im engeren Sinn bezeichnet der Ausdruck im Kontext der administrativen Organisation des Römischen Reiches ein unter römischer Oberherrschaft und Verwaltung stehendes, erobertes Gebiet außerhalb Italiens.
Unter Kaiser Diokletian wurden die bis dahin bestehende Gliederung des Römischen Reiches in Provinzen durch eine neue zweistufige Gliederung in Diözesen und Provinzen abgelöst, in die jetzt auch die Italienische Halbinsel einbezogen wurde.
Der Name der ehemaligen französischen Grafschaft Provence wurde von dem lateinischen Provincia abgeleitet.
Im byzantinischen Reich bestand die Gliederung in Diözesen und Provinzen zunächst fort, bevor sie durch die Gliederung in Themen verdrängt wurde.

## Begriffsentwicklung im Mittelalter
Im Spätlateinischen bezeichnet provincia auch allgemein eine Gegend oder einen Bereich. 
Nördlich der Alpen ist das Wort provincia seit dem 14. Jahrhundert bezeugt. Zuerst erscheint der Begriff am Niederrhein als provincie mit der Bedeutung ‚Bezirk des Erzbistums‘, später wird mit dem Begriff ein größeres staatliches oder kirchliches Verwaltungsgebiet bzw. ein Landesteil bezeichnet.

## Provinzen historischer Staaten
Im staatlich-politischen Bereich bezeichnet bzw. bezeichnete Provinz (bzw. die entsprechende, auf lateinisch Provincia zurückgehende Form der jeweiligen Landessprache) Verwaltungs- oder Selbstverwaltungseinheiten oder Gliedstaaten zahlreicher Staaten.
In der Vergangenheit wurde das Wort u. a. in folgenden neuzeitlichen Staaten in derartigen Funktionen verwendet:
- Provinz in Preußen: Dort war die Provinz ab 1815 die höchste territoriale Verwaltungsgliederung oberhalb der Regierungsbezirke und der Kreise. Die Provinzverwaltungen wurden von Oberpräsidenten geleitet und verfügten mit den Provinziallandtagen über eine zunächst ständische, später parlamentarisch-demokratische Selbstverwaltung; siehe Verwaltungsgliederung Preußens, Liste der Provinzen Preußens

Außerdem werden oft die einheimischen Bezeichnungen historischer Verwaltungs- oder Selbstverwaltungseinheiten folgender Staaten als ‚Provinz‘ übersetzt:
- die Gliederung im Kaiserreich Abessinien 1941–1963, siehe Verwaltungsgliederung Äthiopiens
- Province in Frankreich bis 1789, siehe Historische Provinzen Frankreichs
- Επαρχία Eparchía in Griechenland bis zur griechischen Gemeindereform von 1997, siehe Liste der ehemaligen Provinzen Griechenlands
- 国 kuni (dt. eig. ‚Land‘) in Japan (Kaiserreich, seit 1871 vom Präfektursystem abgelöst, aber nicht explizit abgeschafft), siehe Provinzen Japans
- سنجاق Sandschak (eigentlich ‚Banner‘) im Osmanischen Reich

## Provinzen moderner Staaten
Verwaltungs- oder Selbstverwaltungseinheiten mit der amtlichen deutschen Bezeichnung ‚Provinz‘ gibt es heute in den folgenden Staaten:
- niederländisch Provincie / französisch Province / deutsch Provinz in Belgien, siehe Politisches System Belgiens: Provinzen, Flaggen und Wappen der belgischen Provinzen
- Provincia in Chile, siehe Verwaltungsgliederung Chiles
- Provincia in Costa Rica, siehe Administrative Gliederung Costa Ricas
- Provincia in der Dominikanischen Republik, siehe Verwaltungsgliederung der Dominikanischen Republik und Liste der Provinzen der Dominikanischen Republik
- Provincia in Ecuador, siehe Verwaltungsgliederung Ecuadors
- In Frankreich als von Paris aus regiertem Zentralstaat gilt alles außerhalb der Ile de France als Provinz und hier herrscht eine gewisse „Stagnation“.[2]
- Provinsi oder Propinsi in Indonesien, siehe Verwaltungsgliederung Indonesiens
- Provincia in Italien, siehe Italienische Provinzen
- Provincia in Kuba, siehe Provinzen Kubas
- Província in Mosambik, siehe Provinzen Mosambiks
- Provincie in den Niederlanden, siehe Provinz (Niederlande)
- Provincia in Panama, siehe Verwaltungsgliederung Panamas
- Provincia in Philippinen, siehe Verwaltungsgliederung der Philippinen und Bezirke der Philippinen
- Province in Sambia, siehe Politische Gliederung Sambias, Verwaltungsgliederung Sambias und Provinzen Sambias
- Provincia in Spanien, siehe Politische Gliederung Spaniens und Liste der Provinzen Spaniens
- Province im Tschad, siehe Verwaltungsgliederung des Tschad

Gliedstaaten mit einer Bezeichnung, die deutsch als ‚Provinz‘ wiedergeben wird, gibt es heute in den folgenden Staaten:
- Provincia in Argentinien, siehe Politische Gliederung Argentiniens und Liste der Provinzen Argentiniens.
- englisch / französisch Province in Kanada, siehe Provinzen und Territorien Kanadas.
- Urdu صوبہ DMG Ṣūbâ, englisch Province in Pakistan, siehe Verwaltungsgliederung Pakistans.
- englisch Province, niederländisch Provincie in Südafrika, siehe Verwaltungsgliederung Südafrikas und Provinzen Südafrikas.

Als ‚Provinz‘ werden zudem gewöhnlich die Bezeichnungen von Verwaltungs- oder Selbstverwaltungseinheiten folgender Staaten übersetzt:
- Wilaya in Algerien, siehe Verwaltungsgliederung Algeriens
- chinesisch 省, Pinyin Shěng der Volksrepublik China, siehe Verwaltungsgliederung der Volksrepublik China
- Ostān im Iran, siehe Verwaltungsgliederung des Iran
- laotisch ແຂວງ Khwaeng, französisch Khoueng in Laos, siehe Verwaltungsgliederung von Laos.
- Län in Schweden
- thailändisch จังหวัด, RTGS Changwat in Thailand, siehe Liste der Provinzen Thailands
- İl (bis 1960 Vilayet) in der Türkei, siehe Liste der Provinzen der Türkei

## Provinzen im kirchlichen Bereich
In einigen christlichen Kirchen bezeichnet Provinz ebenfalls eine Stufe der räumlichen Gliederung der Kirche selbst (Kirchenprovinz, lateinisch provincia ecclesiastica) oder eines religiösen Ordens (Ordensprovinz). Eine Kirchenprovinz ist
- in der Katholischen Kirche der der Jurisdiktion eines Metropoliten unterliegende Verwaltungsraum;
- in verschiedenen anglikanischen Kirchen eine Verwaltungseinheit unter einem Erzbischof oder Bischof oder eine Mitgliedskirche unter einem Primas;
- eine Gliederung der obersten Stufe innerhalb der ehemaligen Evangelischen Kirche der altpreußischen Union (bis 2008 erhalten im Namen der Evangelischen Kirche der Kirchenprovinz Sachsen).

## Weitere moderne Bedeutungen des Wortes
In der Umgangssprache bezeichnet ‚Provinz‘ bzw. provinziell mit tendenziell abwertender Konnotation auch ein Gebiet, das arm an herausragenden kulturellen Angeboten ist oder in der allgemein kein bedeutendes gesellschaftliches Leben stattfindet. Dabei handelt es sich oft um Gebiete fernab der Hauptstadt, an der Peripherie eines Landes oder in einem vorwiegend ländlich geprägten Raum. Da aktuelle Moden oder Sitten oft zuerst in den Städten auftreten und diese im ländlichen Raum noch wenig bekannt sind, gilt dieser als eine rückständige, ‚provinzielle‘ Gegend.
In Deutschland beispielsweise werden bisweilen alle Orte außer den vier Millionenstädten Berlin, Hamburg, München, Köln, vielleicht noch der Metropolregion Rhein-Ruhr, Metropolregion Rhein-Neckar und Frankfurt am Main mit dem Rhein-Main-Gebiet und neuerdings Leipzig als Provinz bezeichnet, darunter oft auch große Landeshauptstädte wie Stuttgart oder Hannover (Hannover war tatsächlich zeitweise Provinzhauptstadt der Provinz Hannover im Land Preußen, dem 1866 annektierten Königreich Hannover). Auch die frühere Bundeshauptstadt Bonn galt und gilt wegen ihrer geringen Größe als provinziell. Entsprechende größere Gebiete werden auch als Walachei, Pampa oder jwd (janz weit draußen) bezeichnet.
Von der Bezeichnung Provinz werden zahlreiche Fachwörter, wie beispielsweise Provinzialismus oder Provinzialisierung, abgeleitet.